# Willisornis poecilinotus
Espèce
Synonymes
- Dichropogon poecilinotus (Cabanis, 1847)
- Hylophylax poecilinota

Statut de conservation UICN

 LC  : Préoccupation mineure
Willisornis poecilinotus est une espèce d'oiseaux de la famille des Thamnophilidae, après avoir été placée dans le genre Hylophylax, puis brièvement dans Dichropogon.

## Taxinomie
À la suite de l'étude d'Isler et Whitney (2011), le Congrès ornithologique international divise l'espèce en deux. Les sous-espèces Willisornis poecilinotus vidua et W. p. nigrigula sont séparées pour former une nouvelle espèce, Willisornis vidua (Hellmayr, 1905). Quand ces deux espèces étaient réunies dans le même taxon, celui-ci se nommait Fourmilier zébré.

### Sous-espèces
D'après la classification de référence (version 5.2, 2015) du Congrès ornithologique international, cette espèce est constituée des cinq sous-espèces suivantes (ordre phylogénique) :
- Willisornis poecilinotus poecilinotus ;
- Willisornis poecilinotus duidae ;
- Willisornis poecilonotus lepidonota ;
- Willisornis poecilinotus griseiventris ;
- Willisornis poecilinotus gutturalis.